# مشروع زيتا
مشروع زيتا (The Zeta Project) هو مسلسل كرتوني يحكي عن وحدة ترشيح (زيتا أ) شخص آلي خيالي، الشخص الرئيسي للمعرضِ الذي هو مشروعِ زيتا, هو رجل آلي ذكي صمم بواسطة الحكومة لتحطيم الأشخاص المستهدفين, يهرب من ناسا القسم الذي كان يشرف على تجهيزة بالبيانات والاهداف, ويقابل روان التي تبلغ من العمر 15 سنة التي التقى بها وساعدها من مشكلة كانت واقعة بها , وبدات بعد ذلك رحلة البحث عن صانعة الدكتور سيليج.
بالنسبة لروان فإن الاسم زيتا مخيف جدا ولذلك اطلقت عليه الاسم زي, ولكن القسم لبدأ بالبحث عن زي في كل مكان بالمدينة ولن يتوقفوا الا عند العثور عليه, وهنا تبدأ أحداث الاثارة والتشويق في المغامرات التي ستكون بين روان وزيتا ضد القسم الذي يحاول بكل الطرق القبض على زي واعادة برمجتة ليخدم مصالحهم من جديد. تم دبلجة المسلسل للغة العربية وتم عرضة على شاشة mbc3 .

## الشخصيات
- زيتا
- روان
- الدكتور سيليج
- الأشرار

## روابط خارجية
- مشروع زيتا على موقع IMDb (الإنجليزية)
- مشروع زيتا على موقع روتن توميتوز (الإنجليزية)
- مشروع زيتا على موقع كينوبويسك (الروسية)
- مشروع زيتا على موقع ألو سيني (الفرنسية)
- مشروع زيتا على موقع قاعدة بيانات الفيلم (الإنجليزية)